# La Liga 2019–20
La Liga 2019–20, còn được gọi là La Liga Santander vì lý do tài trợ, là mùa giải La Liga thứ 89 kể từ khi thành lập.
Barcelona đã hoà không bàn thắng với Real Madrid, trong trận El Clásico lượt đi trên Camp Nou và FC Barcelona đã bại trận với tỉ số 0-2 trước Real Madrid trong trận siêu kinh điển lượt về tại Santiago Bernabeu.
Ngày 12 tháng 3 năm 2020, Liên đoàn bóng đá Hoàng gia Tây Ban Nha đã ra quyết định hoãn giải đấu ít nhất hai tuần do ảnh hưởng của đại dịch COVID-19 tại Tây Ban Nha, sau khi một cầu thủ bóng rổ của đội Real Madrid Baloncesto phát hiện dương tính với COVID-19 khiến toàn bộ cầu thủ trong đội bóng đá của Real Madrid bị buộc phải cách ly.
Ngày 17 tháng 7 năm 2020, Real Madrid thắng Villarreal 2-1 và giành chức vô địch (lần thứ 34) trước 1 vòng đấu.

## Danh sách đội tham dự

### Thăng hạng và xuống hạng
Tổng cộng có 20 đội tham dự giải, bao gồm 17 đội từ mùa 2018–19 và 3 đội thăng hạng từ Segunda División 2018–19 (2 đội đầu bảng và 1 đội thắng play-off thăng hạng).
Đội xuống hạng đến Segunda Division
Rayo Vallecano là đội đầu tiên xuống hạng vào ngày 5 tháng 5 năm 2019, sau khi Real Valladolid thắng Athletic Bilbao 1−0. Đội thứ nhì là Huesca, vào ngày 5 tháng 5 năm 2019 sau khi thua với tỷ số 2−6 trên sân nhà trước Valencia. Đội cuối cùng là Girona, sau khi thua 1−2 trên sân Alavés ngày 18 tháng 5 năm 2019, kết thúc 2 năm của đội này tại La Liga.
Đội thăng hạng từ Segunda Division
Ngày 20 tháng 5 năm 2019, Osasuna là đội đầu tiên được xác định thăng hạng sau 2 năm vắng mặt, sau khi Granada thắng 1−0 trước Albacete. Đội thứ nhì lên La Liga sau 2 năm vắng mặt là Granada sau khi hòa 1−1 trước Mallorca ngày 4 tháng 6 năm 2019. Đội cuối cùng là Mallorca, sau khi thắng Deportivo La Coruña 23 tháng 6 năm 2019 sau 2 lượt trận. Mallorca trở lại La Liga sau 6 năm vắng mặt, trong đó có một mùa ở Segunda División B (giải đấu cấp độ thứ 3 tại Tây Ban Nha).

### Sân vận động và địa điểm
| Đội             | Địa điểm              | Sân vận động             | Sức chứa |
| --------------- | --------------------- | ------------------------ | -------- |
| Alavés          | Vitoria-Gasteiz       | Mendizorrotza            | 19.840   |
| Athletic Bilbao | Bilbao                | San Mamés                | 53.000   |
| Atlético Madrid | Madrid                | Wanda Metropolitano      | 68.000   |
| Barcelona       | Barcelona             | Camp Nou                 | 99.354   |
| Celta Vigo      | Vigo                  | Abanca-Balaídos          | 29.000   |
| Eibar           | Eibar                 | Ipurua                   | 8.083    |
| Espanyol        | Cornellà de Llobregat | RCDE Stadium             | 40.000   |
| Getafe          | Getafe                | Coliseum Alfonso Pérez   | 17.000   |
| Granada         | Granada               | Nuevo Los Cármenes       | 19.336   |
| Leganés         | Leganés               | Butarque                 | 12.450   |
| Levante         | Valencia              | Ciutat de València       | 26.354   |
| Mallorca        | Palma                 | Son Moix                 | 24.262   |
| Osasuna         | Pamplona              | El Sadar                 | 18.570   |
| Real Betis      | Seville               | Benito Villamarín        | 60.721   |
| Real Madrid     | Madrid                | Santiago Bernabéu        | 81.044   |
| Real Sociedad   | San Sebastián         | Anoeta                   | 32.000   |
| Sevilla         | Seville               | Ramón Sánchez Pizjuán    | 43.883   |
| Valencia        | Valencia              | Mestalla                 | 55.000   |
| Valladolid      | Valladolid            | José Zorrilla            | 26.512   |
| Villarreal      | Villarreal            | Sân vận động La Cerámica | 23.500   |

## Số đội theo vùng
| Thứ hạng         | Vùng                | Số đội     | Danh sách đội                                   |
| ---------------- | ------------------- | ---------- | ----------------------------------------------- |
| 1                | Basque Country      | 4          | Alavés, Athletic Bilbao, Eibar và Real Sociedad |
| 1                | Community of Madrid | 4          | Atlético Madrid, Getafe, Leganés và Real Madrid |
| 3                | Andalusia           | 3          | Granada, Real Betis và Sevilla                  |
| 3                | Valencian Community | 3          | Levante, Valencia và Villarreal                 |
| 5                | Catalonia           | 2          | Barcelona và Espanyol                           |
| 6                |                     |            |                                                 |
| Balearic Islands | 1                   | Mallorca   |                                                 |
| Castile and Leon | 1                   | Valladolid |                                                 |
| Galicia          | 1                   | Celta Vigo |                                                 |
| Navarre          | 1                   | Osasuna    |                                                 |

### Nhân sự và áo đấu
| Đội             | Huấn luyện viên      | Đội trưởng         | Trang phục  | Tài trợ                                       |
| --------------- | -------------------- | ------------------ | ----------- | --------------------------------------------- |
| Alavés          | Asier Garitano       | Manu García        | Kelme       |                                               |
| Athletic Bilbao | Gaizka Garitano      | Iker Muniain       | New Balance | Kutxabank                                     |
| Atlético Madrid | Diego Simeone        | Koke               | Nike        | Plus500, Hyundai2                             |
| Barcelona       | Quique Setien        | Lionel Messi       | Nike        | Rakuten, UNICEF,1 Beko2                       |
| Celta Vigo      | Fran Escribá         | Hugo Mallo         | Adidas      | Estrella Galicia 0,0, Abanca,1 Grupo Recalvi3 |
| Eibar           | José Luis Mendilibar | Asier Riesgo       | Joma        | AVIA, BOJ1                                    |
| Espanyol        | David Gallego        | Javi López         | Kelme       | Riviera tháng 5 năma, InnJoo,13 #RCDE2        |
| Getafe          | José Bordalás        | Jorge Molina       | Joma        | Tecnocasa Group                               |
| Granada         | Diego Martínez       | Fran Rico          | Nike        |                                               |
| Leganés         | Mauricio Pellegrino  | Unai Bustinza      | Joma        | Betway, Laboratorios Ynsadiet1                |
| Levante         | Paco López           | José Luis Morales  | Macron      | Betway                                        |
| Mallorca        | Vicente Moreno       | Xisco Campos       | Umbro       |                                               |
| Osasuna         | Jagoba Arrasate      | Oier Sanjurjo      | Hummel      | Kirolbet, Acunsa,2 Selk3                      |
| Real Betis      | Rubi                 | Joaquín            | Kappa       | GreenEarth, Reale Seguros,2 BeSoccer3         |
| Real Madrid     | Zinedine Zidane      | Sergio Ramos       | Adidas      | Fly Emirates                                  |
| Real Sociedad   | Imanol Alguacil      | Asier Illarramendi | Macron      | Kutxabank,1 Reale Seguros2                    |
| Sevilla         | Julen Lopetegui      | Sergio Escudero    | Nike        | Marathonbet, EverFX3                          |
| Valencia        | Marcelino            | Daniel Parejo      | Puma        | bwin, Sailun Tyres2                           |
| Valladolid      | Sergio González      | Javi Moyano        | Adidas      | Cuatro Rayas, Integra Energía2                |
| Villarreal      | Javier Calleja       | Bruno              | Joma        | Pamesa Cerámica                               |

1. ^ Trên lưng áo.
2. ^ Trên ngực áo.
3. ^ Trên quần.

### Thay đổi huấn luyện viên
| Đội        | Huấn luyện viên đi | Lý do                  | Ngày rời đội        | Vị trí trên BXH       | Thay thế bởi    | Ngày bổ nhiệm       |
| ---------- | ------------------ | ---------------------- | ------------------- | --------------------- | --------------- | ------------------- |
| Real Betis | Quique Setién      | Đồng thuận             | 19 tháng 5 năm 2019 | Vị trí cuối mùa trước | Rubi            | 6 tháng 6 năm 2019  |
| Alavés     | Abelardo Fernández | Từ chức                | 20 tháng 5 năm 2019 | Vị trí cuối mùa trước | Asier Garitano  | 21 tháng 5 năm 2019 |
| Sevilla    | Joaquín Caparrós   | Hết hạn hợp đồng       | 23 tháng 5 năm 2019 | Vị trí cuối mùa trước | Julen Lopetegui | 4 tháng 6 năm 2019  |
| Espanyol   | Rubi               | Chuyển sang Real Betis | 6 tháng 6 năm 2019  | Vị trí cuối mùa trước | David Gallego   | 6 tháng 6 năm 2019  |

## Bảng xếp hạng

### Vị trí trên bảng xếp hạng
| VT | Đội             | ST | T  | H  | B  | BT | BB | HS  | Đ  | Giành quyền tham dự hoặc xuống hạng |
| -- | --------------- | -- | -- | -- | -- | -- | -- | --- | -- | ----------------------------------- |
| 1  | Real Madrid (C) | 38 | 26 | 9  | 3  | 70 | 25 | +45 | 87 | Vòng bảng UEFA Champions League     |
| 2  | Barcelona       | 38 | 25 | 7  | 6  | 86 | 38 | +48 | 82 | Vòng bảng UEFA Champions League     |
| 3  | Atlético Madrid | 38 | 18 | 16 | 4  | 51 | 27 | +24 | 70 | Vòng bảng UEFA Champions League     |
| 4  | Sevilla         | 38 | 19 | 13 | 6  | 54 | 34 | +20 | 70 | Vòng bảng UEFA Champions League     |
| 5  | Villarreal      | 38 | 18 | 6  | 14 | 63 | 49 | +14 | 60 | Vòng bảng Europa League             |
| 6  | Real Sociedad   | 38 | 16 | 8  | 14 | 56 | 48 | +8  | 56 | Vòng bảng Europa League             |
| 7  | Granada         | 38 | 16 | 8  | 14 | 52 | 45 | +7  | 56 | Vòng loại thứ hai Europa League     |
| 8  | Getafe          | 38 | 14 | 12 | 12 | 43 | 37 | +6  | 54 |                                     |
| 9  | Valencia        | 38 | 14 | 11 | 13 | 46 | 53 | −7  | 53 |                                     |
| 10 | Osasuna         | 38 | 13 | 13 | 12 | 46 | 54 | −8  | 52 |                                     |
| 11 | Athletic Bilbao | 38 | 13 | 12 | 13 | 41 | 38 | +3  | 51 |                                     |
| 12 | Levante         | 38 | 14 | 7  | 17 | 47 | 53 | −6  | 49 |                                     |
| 13 | Valladolid      | 38 | 9  | 15 | 14 | 32 | 43 | −11 | 42 |                                     |
| 14 | Eibar           | 38 | 11 | 9  | 18 | 39 | 56 | −17 | 42 |                                     |
| 15 | Real Betis      | 38 | 10 | 11 | 17 | 48 | 60 | −12 | 41 |                                     |
| 16 | Alavés          | 38 | 10 | 9  | 19 | 34 | 59 | −25 | 39 |                                     |
| 17 | Celta Vigo      | 38 | 7  | 16 | 15 | 37 | 49 | −12 | 37 |                                     |
| 18 | Leganés (R)     | 38 | 8  | 12 | 18 | 30 | 51 | −21 | 36 | Xuống chơi ở Segunda División       |
| 19 | Mallorca (R)    | 38 | 9  | 6  | 23 | 40 | 65 | −25 | 33 | Xuống chơi ở Segunda División       |
| 20 | Espanyol (R)    | 38 | 5  | 10 | 23 | 27 | 58 | −31 | 25 | Xuống chơi ở Segunda División       |

1. ↑  Trận Chung kết Cúp nhà vua Tây Ban Nha 2020 do ảnh hưởng của Đại dịch COVID-19 ở Tây Ban Nha and could not be completed by the UEFA registration deadline of 3 August 2020, so the fifth- and sixth-placed teams in the 2019–20 La Liga, Villarreal and Real Sociedad, entered the 2020–21 UEFA Europa League at the group stage, and the seventh-placed team, Granada, entered at the second qualifying round.[39]

### Kết quả
| Nhà \ Khách     | ALA | ATH | ATM | BAR | CEL | EIB | ESP | GET | GRA | LEG | LEV | MLL | OSA | BET | RMA | RSO | SEV | VAL | VLD | VIL |
| --------------- | --- | --- | --- | --- | --- | --- | --- | --- | --- | --- | --- | --- | --- | --- | --- | --- | --- | --- | --- | --- |
| Alavés          | —   |     | 1–1 |     |     |     | 0–0 |     |     | 1–1 | 1–0 | 2–0 |     |     | 1–2 |     | 0–1 |     | 3–0 |     |
| Athletic Bilbao | 2–0 | —   |     | 1–0 |     | 0–0 | 3–0 |     | 2–0 |     | 2–1 |     |     |     | a   | 2–0 |     | 0–1 | 1–1 |     |
| Atlético Madrid |     | 2–0 | —   | 0–1 |     | 3–2 | 3–1 | 1–0 |     |     |     |     | 2–0 |     | 0–0 |     |     | 1–1 |     |     |
| Barcelona       | 4–1 | a   |     | —   |     |     | a   |     |     |     |     | 5–2 |     | 5–2 | 0–0 |     | 4–0 | 5–2 | 5–1 | 2–1 |
| Celta Vigo      |     |     |     |     | —   |     |     |     |     |     |     |     |     |     |     |     |     |     |     |     |
| Eibar           | 0–2 |     |     | 0–3 |     | —   | 1–2 | 0–1 | 3–0 |     |     |     |     |     | 0–4 |     | 3–2 |     |     | 2–1 |
| Espanyol        |     |     |     | a   |     |     | —   | 1–1 | 0–3 |     |     |     | 2–4 | 2–2 |     | 1–3 | 0–2 | 1–2 | 0–2 | 0–1 |
| Getafe          | 1–1 | 1–1 |     | 0–2 |     |     |     | —   | 3–1 | 2–0 | 4–0 | 4–2 | 0–0 |     |     |     |     |     | 2–0 |     |
| Granada         | 3–0 |     | 1–1 | 2–0 |     |     |     |     | —   | 1–0 | 1–2 |     | 1–0 | 1–0 |     | 1–2 | 0–1 |     |     |     |
| Leganés         |     | 1–1 | 0–1 | 1–2 |     | 1–2 | 2–0 | a   |     | —   | 1–2 | 1–0 | 0–1 |     |     |     |     |     |     | 0–3 |
| Levante         |     |     |     | 3–1 |     | 0–0 | 0–1 |     |     |     | —   | 2–1 | 1–1 |     |     |     |     | 2–4 | 2–0 | 2–1 |
| Mallorca        |     | 0–0 | 0–2 |     |     | 2–1 | 2–0 |     |     |     |     | —   | 2–2 | 1–2 | 1–0 | 0–1 | 0–2 |     |     | 3–1 |
| Osasuna         | 4–2 | 1–2 |     | 2–2 |     | 0–0 |     |     |     |     |     |     | —   | 0–0 |     | 3–4 | 1–1 | 3–1 |     | 2–1 |
| Real Betis      |     | 3–2 | 1–2 |     |     | 1–1 |     | 1–1 |     | 2–1 | 3–1 |     |     | —   |     |     | 1–2 | 2–1 | 1–2 |     |
| Real Madrid     |     | 0–0 | a   | a   |     |     | 2–0 |     | 4–2 | 5–0 | 3–2 |     | 2–0 | 0–0 | —   | 3–1 |     |     | 1–1 |     |
| Real Sociedad   | 3–0 | a   | 2–0 | 2–2 |     | 4–1 |     | 1–2 |     | 1–1 | 1–2 |     |     | 3–1 |     | —   |     |     |     |     |
| Sevilla         |     |     | 1–1 |     |     |     |     | 2–0 |     | 1–0 | 1–0 |     |     | a   | 0–1 | 3–2 | —   |     |     | 1–2 |
| Valencia        | 2–1 |     |     |     |     |     |     | 3–3 | 2–0 | 1–1 | a   | 2–0 |     |     | 1–1 | 1–1 | 1–1 | —   |     | 2–1 |
| Valladolid      |     |     | 0–0 |     |     | 2–0 |     |     | 1–1 |     |     | 3–0 | 1–1 |     |     | 0–0 | 0–1 | 1–1 | —   |     |
| Villarreal      | 4–1 | 0–0 | 0–0 |     |     |     |     | 1–0 | 4–4 |     |     |     |     | 5–1 | 2–2 |     |     | a   | 2–0 | —   |

### Vị trí theo vòng đấu
Bảng liệt kê vị trí của các đội sau mỗi tuần đấu. Để cập nhật bảng xếp hạng, bất kỳ trận đấu bị hoãn nào cũng không được đưa vào vòng dự kiến ban đầu, nhưng được thêm ngay vào vòng sau mà đội đã thi đấu.
| Team ╲ Round    | 1           | 2  | 3  | 4  | 5  | 6  | 7  | 8  | 9  | 10 | 11 | 12 | 13 | 14 | 15 | 16 | 17 | 18 | 19 | 20 | 21 | 22 | 23 | 24 | 25 | 26 | 27 | 28 | 29 | 30 | 31 | 32 | 33 | 34 | 35 | 36 | 37 | 38 |   |
| --------------- | ----------- | -- | -- | -- | -- | -- | -- | -- | -- | -- | -- | -- | -- | -- | -- | -- | -- | -- | -- | -- | -- | -- | -- | -- | -- | -- | -- | -- | -- | -- | -- | -- | -- | -- | -- | -- | -- | -- | - |
| Team ╲ Round    | Real Madrid | 1  | 3  | 5  | 3  | 2  | 1  | 1  | 1  | 2  | 4  | 2  | 2  | 2  | 2  | 2  | 2  | 2  | 2  | 2  | 2  | 1  | 1  | 1  | 1  | 2  | 1  | 2  | 2  | 2  | 1  | 1  | 1  | 1  | 1  | 1  | 1  | 1  | 1 |
| Barcelona       | 16          | 9  | 8  | 5  | 8  | 6  | 4  | 2  | 1  | 1  | 1  | 1  | 1  | 1  | 1  | 1  | 1  | 1  | 1  | 1  | 2  | 2  | 2  | 2  | 1  | 2  | 1  | 1  | 1  | 2  | 2  | 2  | 2  | 2  | 2  | 2  | 2  | 2  |   |
| Atlético Madrid | 6           | 2  | 1  | 2  | 6  | 3  | 3  | 3  | 5  | 5  | 4  | 4  | 3  | 4  | 6  | 7  | 5  | 4  | 3  | 3  | 5  | 6  | 4  | 4  | 3  | 5  | 6  | 6  | 4  | 3  | 3  | 3  | 3  | 3  | 3  | 3  | 3  | 3  |   |
| Sevilla         | 2           | 1  | 3  | 1  | 5  | 7  | 6  | 6  | 6  | 6  | 5  | 5  | 4  | 3  | 3  | 3  | 3  | 3  | 4  | 4  | 3  | 4  | 5  | 5  | 4  | 3  | 3  | 3  | 3  | 4  | 4  | 4  | 4  | 4  | 4  | 4  | 4  | 4  |   |
| Villarreal      | 10          | 13 | 16 | 10 | 7  | 8  | 8  | 9  | 7  | 7  | 7  | 8  | 11 | 12 | 13 | 13 | 13 | 10 | 9  | 9  | 8  | 7  | 8  | 6  | 7  | 8  | 8  | 8  | 7  | 6  | 6  | 6  | 5  | 5  | 5  | 5  | 5  | 5  |   |
| Real Sociedad   | 11          | 6  | 13 | 7  | 4  | 2  | 5  | 5  | 4  | 3  | 6  | 3  | 5  | 6  | 4  | 4  | 6  | 5  | 5  | 6  | 6  | 8  | 6  | 8  | 6  | 6  | 4  | 4  | 6  | 7  | 7  | 7  | 7  | 7  | 7  | 7  | 6  | 6  |   |
| Granada         | 9           | 14 | 9  | 6  | 3  | 5  | 2  | 4  | 3  | 2  | 3  | 6  | 8  | 8  | 10 | 9  | 9  | 11 | 10 | 10 | 11 | 10 | 10 | 9  | 9  | 9  | 9  | 9  | 9  | 10 | 10 | 10 | 9  | 10 | 9  | 10 | 9  | 7  |   |
| Getafe          | 17          | 15 | 17 | 18 | 11 | 10 | 16 | 12 | 9  | 11 | 9  | 7  | 7  | 7  | 7  | 5  | 4  | 6  | 7  | 5  | 4  | 3  | 3  | 3  | 5  | 4  | 5  | 5  | 5  | 5  | 5  | 5  | 6  | 6  | 6  | 6  | 7  | 8  |   |
| Valencia        | 12          | 17 | 10 | 13 | 12 | 13 | 9  | 8  | 10 | 12 | 12 | 13 | 9  | 10 | 8  | 8  | 8  | 8  | 6  | 7  | 7  | 5  | 7  | 7  | 8  | 7  | 7  | 7  | 8  | 8  | 8  | 8  | 10 | 9  | 8  | 9  | 8  | 9  |   |
| Osasuna         | 7           | 7  | 6  | 9  | 10 | 12 | 13 | 11 | 13 | 8  | 10 | 9  | 10 | 11 | 9  | 10 | 10 | 12 | 12 | 13 | 10 | 11 | 12 | 11 | 12 | 12 | 11 | 11 | 11 | 12 | 11 | 11 | 11 | 11 | 11 | 11 | 11 | 10 |   |
| Athletic Bilbao | 5           | 5  | 2  | 4  | 1  | 4  | 7  | 7  | 8  | 10 | 8  | 10 | 6  | 5  | 5  | 6  | 7  | 7  | 8  | 8  | 9  | 9  | 9  | 10 | 11 | 10 | 10 | 10 | 10 | 9  | 9  | 9  | 8  | 8  | 10 | 8  | 10 | 11 |   |
| Levante         | 18          | 10 | 4  | 8  | 9  | 11 | 12 | 10 | 11 | 13 | 11 | 11 | 12 | 9  | 11 | 12 | 11 | 9  | 11 | 12 | 13 | 13 | 11 | 13 | 10 | 11 | 13 | 12 | 13 | 11 | 12 | 12 | 12 | 12 | 12 | 12 | 12 | 12 |   |
| Valladolid      | 3           | 4  | 11 | 12 | 14 | 14 | 10 | 13 | 12 | 9  | 13 | 12 | 13 | 14 | 15 | 14 | 15 | 14 | 14 | 15 | 16 | 14 | 15 | 15 | 15 | 15 | 15 | 14 | 15 | 15 | 15 | 14 | 14 | 13 | 14 | 14 | 16 | 13 |   |
| Eibar           | 14          | 16 | 18 | 19 | 19 | 16 | 11 | 14 | 16 | 16 | 14 | 14 | 15 | 16 | 16 | 16 | 16 | 16 | 16 | 16 | 15 | 16 | 16 | 16 | 16 | 16 | 16 | 16 | 16 | 17 | 17 | 15 | 16 | 17 | 15 | 15 | 13 | 14 |   |
| Real Betis      | 13          | 20 | 15 | 15 | 15 | 9  | 15 | 16 | 18 | 18 | 16 | 15 | 17 | 15 | 12 | 11 | 12 | 13 | 13 | 11 | 12 | 12 | 13 | 12 | 13 | 14 | 12 | 13 | 14 | 14 | 13 | 13 | 13 | 14 | 13 | 13 | 14 | 15 |   |
| Alavés          | 8           | 8  | 7  | 11 | 13 | 17 | 14 | 17 | 14 | 14 | 15 | 16 | 14 | 13 | 14 | 15 | 14 | 15 | 15 | 14 | 14 | 15 | 14 | 14 | 14 | 13 | 14 | 15 | 12 | 13 | 14 | 16 | 15 | 15 | 17 | 17 | 15 | 16 |   |
| Celta Vigo      | 19          | 12 | 12 | 16 | 16 | 15 | 17 | 15 | 17 | 17 | 18 | 18 | 18 | 18 | 18 | 18 | 18 | 18 | 17 | 18 | 18 | 19 | 17 | 17 | 17 | 17 | 17 | 17 | 17 | 16 | 16 | 17 | 17 | 16 | 16 | 16 | 17 | 17 |   |
| Leganés         | 15          | 19 | 20 | 20 | 20 | 20 | 20 | 20 | 20 | 20 | 20 | 20 | 20 | 20 | 20 | 19 | 19 | 19 | 19 | 19 | 19 | 18 | 19 | 19 | 19 | 19 | 19 | 19 | 20 | 19 | 19 | 19 | 19 | 19 | 19 | 18 | 18 | 18 |   |
| Mallorca        | 4           | 11 | 14 | 14 | 17 | 19 | 19 | 18 | 15 | 15 | 17 | 17 | 16 | 17 | 17 | 17 | 17 | 17 | 18 | 17 | 17 | 17 | 18 | 18 | 18 | 18 | 18 | 18 | 18 | 18 | 18 | 18 | 18 | 18 | 18 | 19 | 19 | 19 |   |
| Espanyol        |             |    |    |    |    |    |    |    |    |    |    |    |    |    |    |    |    |    |    |    |    |    |    |    |    |    |    |    |    |    |    |    |    |    |    |    |    |    |   |

## Thống kê mùa giải

### Cầu thủ ghi bàn hàng đầu
Tính đến 22 tháng 12 năm 2019
| Thứ hạng | Cầu thủ           | Câu lạc bộ      | Số bàn thắng |
| -------- | ----------------- | --------------- | ------------ |
| 1        | Lionel Messi      | Barcelona       | 25           |
| 2        | Karim Benzema     | Real Madrid     | 21           |
| 3        | Luis Suárez       | Barcelona       | 12           |
| 4        | Ángel             | Getafe          | 8            |
| 4        | Ezequiel Ávila    | Osasuna         | 8            |
| 4        | Gerard            | Villlarreal     | 8            |
| 4        | Loren Morón       | Real Betis      | 8            |
| 4        | Lucas Pérez       | Alavés          | 8            |
| 4        | Roger             | Levante         | 8            |
| 10       | Iago Aspas        | Celta Vigo      | 8            |
| 10       | Antoine Griezmann | Barcelona       | 8            |
| 10       | Willian José      | Real Sociedad   | 8            |
| 10       | Joselu            | Alavés          | 8            |
| 10       | Álvaro Morata     | Atlético Madrid | 8            |
| 10       | Mikel Oyarzabal   | Real Sociedad   | 8            |

### Cầu thủ kiến tạo hàng đầu
Tính đến 22 tháng 12 năm 2019
| Thứ hạng | Cầu thủ         | Câu lạc bộ      | Số kiến tạo |
| -------- | --------------- | --------------- | ----------- |
| 1        | Lionel Messi    | Barcelona       | 6           |
| 1        | Rodrigo         | Valencia        | 6           |
| 1        | Luis Suárez     | Barcelona       | 6           |
| 1        | Éver Banega     | Sevilla         | 6           |
| 5        | Karim Benzema   | Real Madrid     | 5           |
| 5        | Ángel Correa    | Atlético Madrid | 5           |
| 5        | Victor Diaz     | Granada         | 5           |
| 5        | Martin Ødegaard | Real Sociedad   | 5           |
| 5        | Roberto Torres  | Osasuna         | 5           |
| 10       | 13 cầu thủ khác | 13 cầu thủ khác | 4           |

### Giải thưởng Zamora
Tính đến 22 tháng 12 năm 2019
Danh hiệu Zamora được tờ Marca trao cho thủ môn có tỷ lệ bàn thua trong các trận đấu thấp nhất. Một thủ môn phải chơi ít nhất 28 trận từ 60 phút trở lên để đủ điều kiện nhận giải.
| Thứ hạng | Thủ môn               | Câu lạc bộ      | Số bàn thua | Số trận | Trung bình |
| -------- | --------------------- | --------------- | ----------- | ------- | ---------- |
| 1        | Jan Oblak             | Atlético Madrid | 11          | 18      | 0.61       |
| 2        | David Soria           | Getafe          | 17          | 18      | 0.94       |
| 2        | Tomáš Vaclík          | Sevilla         | 17          | 18      | 0.94       |
| 4        | Jordi Masip           | Valladolid      | 21          | 18      | 1.17       |
| 4        | Marc-André ter Stegen | Barcelona       | 21          | 18      | 1.17       |

### Hat-trick
| Cầu thủ      | Đội        | Đối thủ         | Kết quả | Ngày                | Vòng đấu |
| ------------ | ---------- | --------------- | ------- | ------------------- | -------- |
| Lionel Messi | Barcelona  | Celta Vigo      | 4–1 (H) | 9 tháng 11 năm 2019 | 13       |
| Lionel Messi | Barcelona  | Mallorca        | 5–2 (H) | 7 tháng 12 năm 2019 | 16       |
| Joaquín      | Real Betis | Athletic Bilbao | 3–2 (H) | 8 tháng 12 năm 2019 | 16       |

## Bóng của giải đấu
Ngày 15 tháng 4 năm 2019, Puma thông báo về sự hợp tác giữa họ và La Liga về việc cung cấp bóng cho giải đấu La Liga và Segunda División. Điều này chấm dứt thỏa thuận kéo dài 23 năm giữa La Liga và Nike.

## Lượng khán giả
| VT | Đội                      | Tổng số | Cao    | Thấp   | Trung bình | Thay đổi |
| -- | ------------------------ | ------- | ------ | ------ | ---------- | -------- |
| 1  | Athletic Bilbao          | 47.693  | 47.693 | 47.693 | 47.693     | +16,9%†  |
| 2  | Barcelona                |         |        |        | 75.208     | 0,0%†    |
| 3  | Real Madrid              |         |        |        | 60.598     | 0,0%†    |
| 4  | Atlético Madrid          |         |        |        | 56.055     | 0,0%†    |
| 5  | Real Betis               |         |        |        | 44.128     | 0,0%†    |
| 6  | Valencia                 |         |        |        | 39.566     | 0,0%†    |
| 7  | Sevilla                  |         |        |        | 36.105     | 0,0%†    |
| 8  | Real Sociedad            |         |        |        | 22.260     | 0,0%†    |
| 9  | Levante                  |         |        |        | 19.667     | 0,0%†    |
| 10 | Espanyol                 |         |        |        | 19.064     | 0,0%†    |
| 11 | Valladolid               |         |        |        | 18.848     | 0,0%†    |
| 12 | Celta Vigo               |         |        |        | 17.705     | 0,0%†    |
| 13 | Villarreal               |         |        |        | 16.660     | 0,0%†    |
| 14 | Osasuna                  |         |        |        | 14.841     | 0,0%1    |
| 15 | Alavés                   |         |        |        | 14.704     | 0,0%†    |
| 16 | Granada                  |         |        |        | 11.566     | 0,0%1    |
| 17 | Getafe                   |         |        |        | 10.836     | 0,0%†    |
| 18 | Leganés                  |         |        |        | 10.017     | 0,0%†    |
| 19 | Mallorca                 |         |        |        | 8.930      | 0,0%1    |
| 20 | Eibar                    |         |        |        | 4.878      | 0,0%†    |
|    | Tổng số khán giả cả giải | 47.693  | 47.693 | 47.693 | 47.693     | +77,8%†  |

Cập nhật lần cuối vào ngày 16 tháng 8 năm 2019
Nguồn: World Football
Ghi chú:
1: Mùa trước chơi ở giải Segunda División.